# Александровка (Нижнетавдинский район)
Александровка — упразднённое село в Нижнетавдинском районе Тюменской области России. На момент упразднения входило в состав Канашского сельского поселения.

## География
Урочище находится на западе Тюменской области, в пределах юго-западной части Западно-Сибирской низменности, на расстоянии примерно 41 километра (по прямой) к юго-западу от села Нижняя Тавда, административного центра района. Абсолютная высота — 94 метра над уровнем моря.

## История
До Революции входила в состав Понизовской волости Тюменского уезда. В 1926 году в деревне имелось 45 хозяйств и проживало 242 человека (100 мужчин и 142 женщины). В национальном составе населения были представлены: русские — 163 человека, поляки — 41 человек. Действовала школа I ступени.
В 1935—1939 годах действовал колхоз «Красный бор». До 1971 года являлось центром Александровского сельсовета.
Упразднено 7 октября 2004 года Законом Тюменской области в связи с прекращением существования.

## Население
| 1989 | 2002 |
| ---- | ---- |
| 7    | ↘2   |

Согласно результатам переписи 2002 года, в деревне проживало 2 человека, русские составляли 100 % населения